# Beta Microscopii
Beta Microscopii (32 Microscopii) é uma estrela na direção da Microscopium. Possui uma ascensão reta de 20h 51m 58.76s e uma declinação de −33° 10′ 40.7″. Sua magnitude aparente é igual a 6.06. Considerando sua distância de 661 anos-luz em relação à Terra, sua magnitude absoluta é igual a −0.48. Pertence à classe espectral A1IV.